# كأس الكؤوس الإفريقية 2002
كأس أفريقيا للأندية أبطال الكؤوس 2002 هو الموسم 28 من البطولة، وقد فاز نادي الوداد الرياضي المغربي بالبطولة للمرة الأولى في تاريخه بعدما تغلب في النهائي على نادي أشانتي كوتوكو الغاني.

## الدور التمهيدي
| الفريق الأول             | إجم. | الفريق الثاني       | مباراة الذهاب | مباراة الإياب |
| ------------------------ | ---- | ------------------- | ------------- | ------------- |
| Akokana FC               | 1–3  | نادي جازيللي        | 0–0           | 1–3           |
| Atlético Malabo          | w/o1 | Sara Sport          | —             | —             |
| Les Citadins FC          | 6–3  | Stade Centrafricain | 4–0           | 2–3           |
| Polisi SC                | 2–1  | Guna Trading FC     | 0–0           | 2–1           |
| US Beau-Bassin Rose-Hill | 4–3  | إكستنشن غانرز       | 3–2           | 1–1           |

## الدور الأول
| الفريق الأول             | إجم.        | الفريق الثاني              | مباراة الذهاب | مباراة الإياب |
| ------------------------ | ----------- | -------------------------- | ------------- | ------------- |
| نادي جازيللي             | 1–6         | اتحاد الجزائر              | 0–0           | 1–6           |
| نادي كالوم ستار          | 3–7         | نادي مانغاسبورت            | 2–2           | 1–5           |
| نادي إكسبريس             | 3–3 (1–4 p) | نادي غزل المحلة            | 2–1           | 1–2           |
| Atlético Malabo          | 2–5         | النادي الأهلي              | 2–2           | 0–3           |
| ASC SONACOS              | 0–3         | نادي الوداد الرياضي        | 0–0           | 0–3           |
| Mamahira AC              | 0–6         | Alliance Bouaké            | 0–4           | 0–2           |
| Les Citadins FC          | 1–4         | نادي فوفو كلوب             | 1–3           | 0–1           |
| نادي دولفينز             | 1–2         | AS Police                  | 1–0           | 0–2           |
| Polisi SC                | 0–9         | النادي الرياضي لحمام الأنف | 0–2           | 0–7           |
| AFC Leopards             | 0–1         | نادي الموردة               | 0–1           | 0–0           |
| نادي كايزر تشيفز         | dq1         | US Transfoot               | 4–0           | —             |
| US Beau-Bassin Rose-Hill | 0–1         | SS Jeanne d'Arc            | 0–1           | 0–0           |
| أشانتي كوتوكو            | 4–2         | Sonangol do Namibe         | 2–0           | 2–2           |
| CD Maxaquene             | 3–3 (a)     | Santos FC                  | 3–1           | 0–2           |
| نادي زاناكو              | 4–4 (a)2    | فيتا كلوب                  | 4–1           | 0–3           |
| Shabanie Mine            | 1–3         | نادي سان ميشيل السيشيلي    | 1–0           | 0–3           |

ملاحظات
1 نادي كايزر تشيفز لم يصل إلى الجولة الثانية في تواماسينا، بدعوى وجود مشاكل في النقل ، وتم استبعاده.
2 فيتا كلوب وصل متأخرا عن موعد الإياب المقرر في 9 مارس، مدعيا أنه لم يكن يعلم أنه لم يكن يوم 10 مارس، الاتحاد الأفريقي لكرة القدم أعاد تحديد موعد التعادل ليومي 30 مارس و 14 أبريل، حيث تم إلقاء اللوم على كلا الطرفين لعدم كفاية الاتصالات.

## الدور الثاني
| الفريق الأول            | إجم.        | الفريق الثاني              | مباراة الذهاب | مباراة الإياب |
| ----------------------- | ----------- | -------------------------- | ------------- | ------------- |
| نادي مانغاسبورت         | 1–3         | اتحاد الجزائر              | 1–2           | 0–1           |
| النادي الأهلي           | 2–3         | نادي غزل المحلة            | 2–1           | 0–2           |
| Alliance Bouaké         | 1–6         | نادي الوداد الرياضي        | 1–1           | 0–5           |
| AS Police               | 0–0 (4–3 p) | نادي فوفو كلوب             | 0–0           | 0–0           |
| نادي الموردة            | 3–0         | النادي الرياضي لحمام الأنف | 2–0           | 1–0           |
| SS Jeanne d'Arc         | dq1         | US Transfoot               | 3–1           | —             |
| Santos FC               | 4–4 (a)     | أشانتي كوتوكو              | 3–3           | 1–1           |
| نادي سان ميشيل السيشيلي | 1–3         | فيتا كلوب                  | 0–1           | 1–2           |

ملاحظات
1 SS Jeanne d'Arc لم يلعب الجولة الثانية.

## ربع النهائي
| الفريق الأول  | إجم. | الفريق الثاني       | مباراة الذهاب | مباراة الإياب |
| ------------- | ---- | ------------------- | ------------- | ------------- |
| نادي الموردة  | 0–4  | AS Police           | 0–1           | 0–3           |
| أشانتي كوتوكو | 5–4  | نادي غزل المحلة     | 3–0           | 2–4           |
| فيتا كلوب     | 2–3  | نادي الوداد الرياضي | 1–0           | 1–3           |
| US Transfoot  | 3–11 | اتحاد الجزائر       | 1–3           | 2–8           |

## نصف النهائي
| الفريق الأول        | إجم.    | الفريق الثاني | مباراة الذهاب | مباراة الإياب |
| ------------------- | ------- | ------------- | ------------- | ------------- |
| أشانتي كوتوكو       | 7–2     | AS Police     | 4–0           | 3–2           |
| نادي الوداد الرياضي | 2–2 (a) | اتحاد الجزائر | 0–0           | 2–2           |

## النهائي
| الفريق الأول   | إجم.    | الفريق الثاني | مباراة الذهاب | مباراة الإياب |
| -------------- | ------- | ------------- | ------------- | ------------- |
| الوداد الرياضي | 2–2 (a) | أشانتي كوتوكو | 1–0           | 1–2           |

### الجولة الأولى
| الوداد الرياضي | 1 – 0 | أشانتى كوتوكو |
| -------------- | ----- | ------------- |
| محمد مديحي 50' |       |               |

### الجولة الثانية
| أشانتى كوتوكو             | 2 – 1 | الوداد الرياضي |
| ------------------------- | ----- | -------------- |
| عزيز أنساه 54' · Osei 86' |       | Talha 73'      |

## روابط خارجية
- Results available on CAF Official Website
- Results available on RSSSF